# Акколка
Акко́лка (каз. Аққолқа) — село у складі Нуринського району Карагандинської області Казахстану. Входить до складу Каракоїнського сільського округу.
Населення — 49 осіб (2021; 131 у 2009, 127 у 1999, 183 у 1989).
Національний склад станом на 1989 рік:
- казахи — 100 %.